# Törpedisznó
A törpedisznó (Porcula salvania) az emlősök (Mammalia) osztályának párosujjú patások (Artiodactyla) rendjébe, ezen belül a disznófélék (Suidae) családjába és a Suinae alcsaládjába tartozó Porcula emlősnem egyetlen faja.

## Rendszertani besorolása
Korábban úgy vélték, hogy ez a kis disznóféle az eurázsiai vaddisznó (Sus scrofa) legközelebbi rokona, emiatt először Sus salvanius néven írták le; de a méret és életmód különbségek miatt később mégis két külön nembe sorolták be ezeket az állatokat. A DNS-vizsgálatok megerősítették, hogy a két állat nem olyan közeli rokona egymásnak, így a törpedisznó kiérdemel egy saját nemet, azonban van annyi rokonság köztük, hogy megmaradjon a Suini nemzetségben.

## Előfordulása
A törpedisznó korábban széles körben előfordult Indiában, Nepálban és Bhutánban, de manapság már csak az indiai Asszám államban található meg. A vadonban manapság körülbelül 150, vagy ennél kevesebb példánya létezik.

## Megjelenése

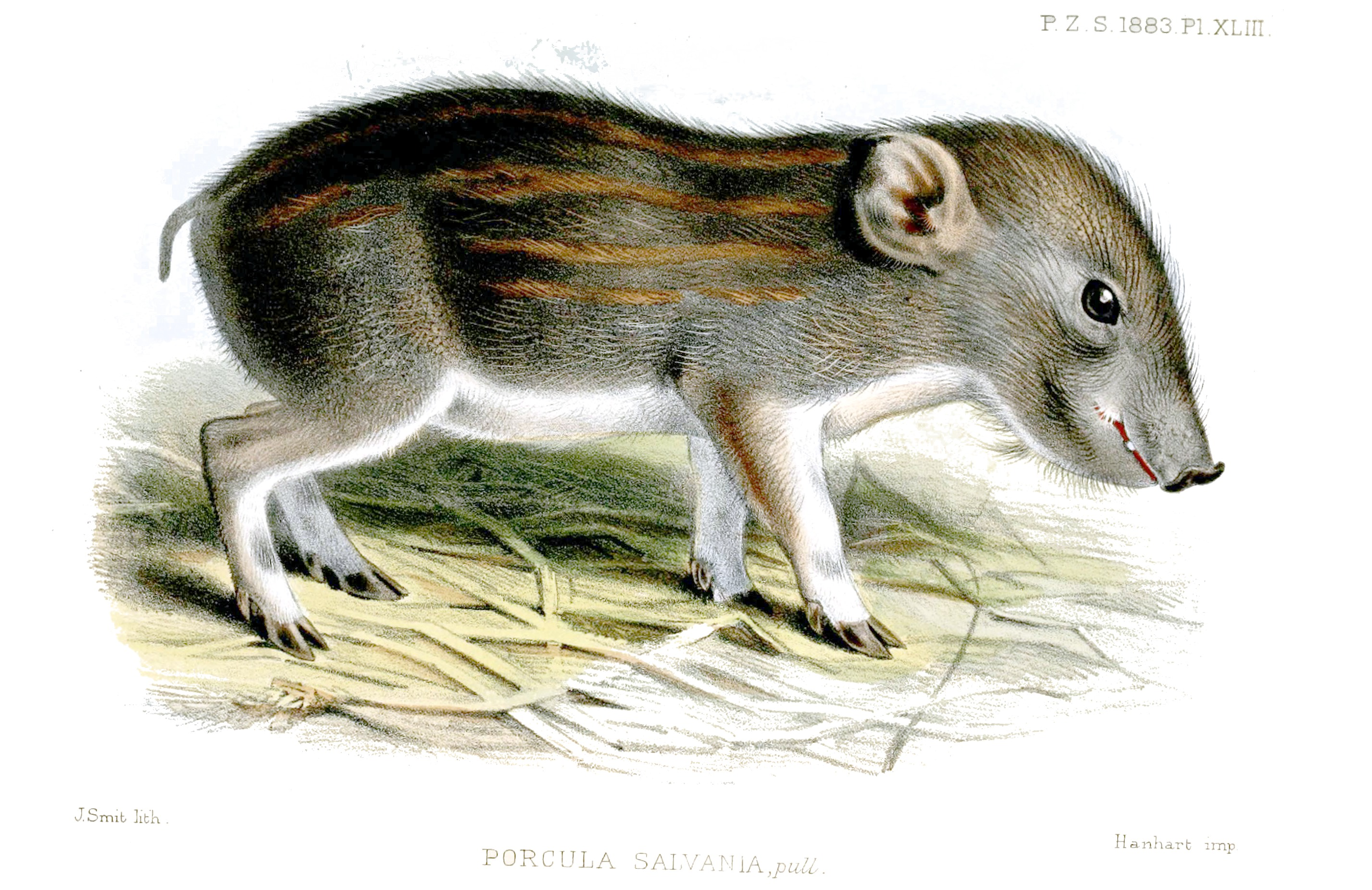
Régi rajz a malacról

Az állat fej-testhossza 55-71 centiméter, marmagassága 20-30 centiméter, farokhossza 2,5 centiméter és testtömege 6,6-11,8 kilogramm. A bőre sötét barnásfekete színű, a szőrzete pedig sötét. A malacok születésükkor szürkés-rózsaszínek, később barnák lesznek, több sárga hosszanti csíkkal. A pofája tompa; a feje tetején és a tarkóján taréjszerűen feláll a szőre. A kan agyarai kilátszanak a szájából.

## Életmódja
A napközbeni hőséget a fészkébe húzódva vészeli át. Tápláléka gyökerek, gumók, rovarok, rágcsálók és kisebb hüllők.

## Szaporodása
Az ivarérettséget 1-2 évesen éri el. A monszun előtt párosodnak; 100 napos vemhesség után a koca 3-6 malacot ellik. Az alom növényekből készített fészekben jön világra.
Ez a kisméretű disznóféle körülbelül 8 évig él.

### Fordítás
- Ez a szócikk részben vagy egészben  a   Pygmy hog című angol Wikipédia-szócikk ezen változatának fordításán alapul.  Az eredeti cikk szerkesztőit annak laptörténete sorolja fel. Ez a jelzés csupán a megfogalmazás eredetét és a szerzői jogokat jelzi, nem szolgál a cikkben szereplő információk forrásmegjelöléseként.